# When You Come Back to Me
A When You Come to Me című dal az ausztrál Jason Donovan első kimásolt kislemeze második Between the Lines  című albumáról, mely 1989. november 27.-én jelent meg. A dal az Egyesült Királyságban 1989. december 9.-én került a kislemezlistára, ahol a 2. helyre került. A dal 1990. januárjában ismét visszakerült erre a pozícióra a kislemezlistán. A kislemez az egyik legjobban fogyó volt az Egyesült Királyságban.

## Előzmények
A When You Come Back to Me című dalt a Stock Aitken Waterman készítette, mint több korábbi dalát is. A dalban Matt Aitken gitáron, Mike Stock háttérénekesként közreműködött, de valamennyien billentyűs hangszereken is játszottak a dalban.
A dalhoz egy instrumentális és három remix változat készült.

## Megjelenések
7"  Hollandia PWL Records – PWS 005
- A When You Come Back To Me 3:30
- B When You Come Back To Me (Instrumental) 3:30

## Slágerlista
| Chart (1989–1990)                                | Peak position |
| ------------------------------------------------ | ------------- |
| Ausztrália (ARIA)                                | 40            |
| Belgium (Ultratop 50 Flanders)                   | 6             |
| Finnország (Suomen virallinen lista)             | 2             |
| Németország (Official German Charts)             | 36            |
| Írország (IRMA)                                  | 1             |
| Hollandia (Single Top 100)                       | 20            |
| Spanyolország (AFYVE)                            | 15            |
| Egyesült Királyság (The Official Charts Company) | 2             |

## Minősítések
| Ország             | Minősítések | Hivatalos eladások |
| ------------------ | ----------- | ------------------ |
| Egyesült Királyság | arany       | 318.440            |